# Plopi, Mehedinți
Plopi este un sat în comuna Tâmna din județul Mehedinți, Oltenia, România.